# Forces generalitzades
Les forces generalitzades es defineixen a través de la transformació de coordenades de les forces aplicades, {\displaystyle \mathbf {F} _{i}}, en un sistema d'n partícules, i. Aquest concepte troba el seu ús en la mecànica de Lagrange, on té un paper conjugat en les coordenades generalitzades.
Una equació convenient que es deriva l'expressió de les forces generalitzades és la de la treball virtual, {\displaystyle \delta W_{a}}, causada per les forces aplicades, com es veu en Principi de d'Alembert en els sistemes d'acceleració i el principi del treball virtual de les forces aplicades en sistemes estàtics. El subíndex de {\displaystyle a} s'utilitza aquí per indicar que aquest treball virtual només representa les forces aplicades, una distinció que és important en els sistemes dinàmics.:265
{\displaystyle \delta W_{a}=\sum _{i=1}^{n}\mathbf {F} _{i}\cdot \delta \mathbf {r} _{i}}
{\displaystyle \delta \mathbf {r} _{i}} és el desplaçament virtual del sistema, que no ha de ser coherent amb les limitacions (en aquest desenvolupament)
Substituir la definició per al desplaçament virtual (diferencial)::265
{\displaystyle \delta \mathbf {r} _{i}=\sum _{j=1}^{m}{\frac {\partial \mathbf {r} _{i}}{\partial q_{j}}}\delta q_{j}}
{\displaystyle \delta W_{a}=\sum _{i=1}^{n}\mathbf {F} _{i}\cdot \sum _{j=1}^{m}{\frac {\partial \mathbf {r} _{i}}{\partial q_{j}}}\delta q_{j}}
Usant la propietat distributiva de la multiplicació Usant la propietat distributiva de la multiplicació sobre la suma i la propietat associativa de la suma, tenim:265
{\displaystyle \delta W_{a}=\sum _{j=1}^{m}\sum _{i=1}^{n}\mathbf {F} _{i}\cdot {\frac {\partial \mathbf {r} _{i}}{\partial q_{j}}}\delta q_{j}}.
Per analogia amb la forma de treball que es defineix en la mecànica clàssica, es defineix com la força generalitzada::265
{\displaystyle Q_{j}=\sum _{i=1}^{n}\mathbf {F} _{i}\cdot {\frac {\partial \mathbf {r} _{i}}{\partial q_{j}}}}.
Així el treball virtual degut a les forces aplicades és:265
{\displaystyle \delta W_{a}=\sum _{j=1}^{m}Q_{j}\delta q_{j}}.